# Orica-AIS/Saison 2016
Dieser Artikel beschreibt die Mannschaft und die Erfolge des Radsportteams Orica-AIS in der Saison 2016.

## Mannschaft
| Teamkader 2016                     | Teamkader 2016     | Teamkader 2016     | Teamkader 2016                         |
| Name                               | Geburtsdatum       | Land               | Vorheriges Team                        |
| ---------------------------------- | ------------------ | ------------------ | -------------------------------------- |
| Jessica Allen (24. Jun.–31. Dez.)  | 17. April 1993     | Australien         | Vienne Futuroscope (2013)              |
| Jenelle Crooks (24. Jun.–31. Dez.) | 2. Juli 1994       | Australien         |                                        |
| Gracie Elvin                       | 31. Oktober 1988   | Australien         | Faren-Honda (2012)                     |
| Katrin Garfoot                     | 8. Oktober 1981    | Australien         |                                        |
| Alexandra Manly                    | 28. Februar 1996   | Australien         |                                        |
| Chloe McConville                   | 1. Oktober 1987    | Australien         |                                        |
| Rachel Neylan                      | 9. März 1982       | Australien         | Hitec Products UCK (2013)              |
| Loren Rowney                       | 14. Oktober 1988   | Australien         | Velocio-SRAM (2015)                    |
| Sarah Roy                          | 27. Februar 1986   | Australien         | Poitou-Charentes.Futuroscope.86 (2014) |
| Amanda Spratt                      | 17. September 1987 | Australien         |                                        |
| Macey Stewart                      | 16. Januar 1996    | Australien         |                                        |
| Annemiek van Vleuten               | 8. Oktober 1982    | Niederlande        | Bigla (2015)                           |
| Tayler Wiles                       | 20. Juli 1989      | Vereinigte Staaten | Velocio-SRAM (2015)                    |
| Lizzie Williams                    | 15. August 1983    | Australien         |                                        |
|                                    |                    |                    |                                        |
| Quelle: Cycling Archives           |                    |                    |                                        |

## Erfolge
- Australische Zeitfahrmeisterschaft: Katrin Garfoot
- Australische Straßenmeisterschaft Amanda Spratt
- Santos Women’s Tour
  - Gesamtwertung und 1. Etappe: Katrin Garfoot
  - 3. Etappe: Lizzie Williams
- Cadel Evans Great Ocean Road Race: Amanda Spratt
- 2. Etappe Ladies Tour of Qatar: Katrin Garfoot
- Ozeanische Zeitfahrmeisterschaft: Katrin Garfoot
- Prolog Festival Elsy Jacobs: Annemiek van Vleuten
- Gooik-Geraardsbergen-Gooik: Gracie Elvin
- 2a. Etappe Auensteiner Radsporttage: Annemiek van Vleuten
- Niederländische Zeitfahrmeisterschaft Annemiek van Vleuten
- 2. Etappe Tour de Feminin – O cenu Českého Švýcarska: Loren Rowney
- Thüringen-Rundfahrt
  - Teamwertung
  - 6. Etappe: Amanda Spratt
- 4. Etappe Boels Rental Ladies Tour: Sarah Roy
- Chrono Champenois – Trophée Européen: Katrin Garfoot